# Frederiksholm
Frederiksholm er en ø, som udgør en del af Orlogsværftet på Holmen.
I 1908 opførte Orlogsværftet på Frederiksholm OXA, Danmarks første kystradiostation. OXA er nu flyttet til Nyholm som Museum.
Navnet Frederiksholm er desuden det oprindelige navn for et område vest for Slotsholmen i Vester Kvarter, og navnet er bevaret i Frederiksholms Kanal og Frederiksholm Kirke, men det folkelige navn for dette område blev Kalveboderne. Denne bydel blev opfyldt i Christian 5.s regeringstid, og strækker sig fra Kalvebod Strand til Løngangsstræde og havnefronten.
Frederiksholm er desuden navn på et kvarter i Københavns sydhavn, hvor der tidligere lå et teglværk.